# میلویل (مینه‌سوتا)
میلویل، مینه‌سوتا (به انگلیسی: Millville, Minnesota) یک شهر در ایالات متحده آمریکا است که در Wabasha County واقع شده‌است.

## خصوصیات
میلویل ۰٫۳۶ کیلومترمربع مساحت و ۱۸۲ نفر جمعیت دارد و ۲۵۳ متر بالاتر از سطح دریا واقع شده‌است.